# Ivan Muchka
Ivan Muchka (31. července 1930 Soběslav – 12. července 2017) byl český tanečník, choreograf a pedagog zaměřený na lidový tanec.

## Život
Ivan Muchka se narodil 31. července 1930 v Soběslavi. Měl o dva roky staršího bratra Bohumíra, který se později stal hercem. Vystudoval Pedagogickou fakultu UK a Fakultu tělesné výchovy a sportu, obor biologie a tělesná výchova.
V letech 1951 až 1982 působil v Československém státním souboru písní a tanců, ve kterém hrál v desítkách her, mezi než patří O Vojtkovi a bohaté šenkýřce (1959), Popelka, Vojna (1963) a Zlatá brána (1974). Se souborem spolupracovali například Jožka Šaršeová, Cyril Zálešák, Vratislav Vycpálek a František Bonuš. V následujících letech byl vedoucím taneční složky.
Jako pedagog působil na Taneční konzervatoři v Praze, kde vyučoval lidový tanec a jeho metodiku. Do důchodu odešel v roce 2015, po smrti svého bratra Bohumíra.
Jeho manželkou byla česká tanečnice Věra Muchková, rozená Štokrová. Zůstali svoji až do října 2016, kdy Muchková zemřela. Ivan Muchka zemřel necelý rok po ní, dne 12. července 2017, ve věku 86 let.

## Filmografie
- Prodaná nevěsta (1975) – tanečník
- Střepy pro Evu (1978) – tanečník